# Firelight (canción)
Firelight es el tercer sencillo del séptimo álbum de estudio Resist de la banda neerlandesa de metal sinfónico Within Temptation, y cuenta con la voz de Jasper Steverlinck de Arid. Fue lanzado en todo el mundo a través del formato de descarga digital y la transmisión del vídeo fue el 23 de noviembre de 2018.

## Antecedentes
"Firelight" es una canción balada, originalmente estababa compuesta para el álbum en solitario de Sharon den Adel My Indigo. La canción en ese momento se consideraba demasiado oscura para el lanzamiento, y luego se puso en espera. Después de conocer a Jasper Steverlinck en un programa de televisión, den Adel invitó al cantante a hacer una parte de la canción, ya que descubrió que sus voces combinaban bien. La canción se considera oscura y atmosférica, según Metal Hammer, oscila entre un estado de ánimo "gótico místico y folk oscuro".

## Gráfica
| Gráfica (2018–19)                           | Pico de posición |
| ------------------------------------------- | ---------------- |
| Bélgica (Flandes) (Ultratip Bubbling Under) | 35               |